# Lijst van weg- en veldkapellen in Blieberg
Dit is een onvolledige lijst van veldkapellen in de gemeente Blieberg (Plombières). Kapelletjes komen vooral voor in katholieke gebieden van o.a. Nederland en België, en werden dikwijls gebouwd ter verering van een heilige. Ze zijn te vinden langs wegen in het buitengebied, maar komen ook voor binnen de bebouwde kom.
| Kapel                             | Adres                                     | Plaats                      | Bouwperiode         | Architect | Foto |
| --------------------------------- | ----------------------------------------- | --------------------------- | ------------------- | --------- | ---- |
| Agnus Deikerk                     | N612                                      | Homburg                     | 1910                |           |      |
| Maria Helpsterkapel, met kruisweg | Rue de la Chapelle-Place Arnold Franck    | Eiksken (Moresnet-Chapelle) | 1879                |           |      |
| Onze-Lieve-Vrouwekapel            | Völkerich-Chemin de Graat                 | Völkerich                   | 1757                |           |      |
| Sint-Rochuskapel (kerkje)         | Rue de la Gare                            | Montzen-Gare                | 1958                |           |      |
| Sint-Rochuskapel                  | Rue Saint-Roch - Rue du Bois              | Montzen-Gare                | 1695                |           |      |
| Sint-Rochuskapel                  | Terhaegen-Rue de la Forge                 | Sippenaken                  | 1907                |           |      |
| kapel                             | Rue de Hombourg-Rue Hubert Denis          | Montzen                     |                     |           |      |
| Mariakapel                        | Belle-Vue                                 | Blieberg                    | 1910                |           |      |
| Sint-Annakapel                    | Botzelaer-Route des Trois Bornes          | Gemmenich                   | 1870                |           |      |
| kapel Arnold Frank                | Rue de la Clinique-Rue de la Coul         | Moresnet                    | 1901 (gerest. 1955) |           |      |
| Sint-Jozefkapel                   | Marveld-Rue de la Clinique                | Moresnet                    |                     |           |      |
| niskapel met kruis                | Marveld                                   | Eiksken                     | 1765                |           |      |
| niskapel met Zwarte Madonna       | Rue de Hombourg (Pannesheydt)             | Montzen                     |                     |           |      |
| niskapel van Madonna met Kind     | Rue de Casino-Op te Gueule (E jen Weisch) | Blieberg                    |                     |           |      |
| niskapel OLV-van-Syracuse         | Terbruggen (Vieux-Moulin)                 | Sippenaken                  |                     |           |      |
| niskapel                          | Terbruggen (Mergelhof)                    | Sippenaken                  |                     |           |      |
| niskapel                          | Rue du Village                            | Moresnet                    | 1756                |           |      |
| niskapel                          | Cosenbergerheydt                          | Montzen                     |                     |           |      |
| niskapel                          | Terstraeten                               | Sippenaken                  |                     |           |      |
| OLV-van-Banneuxkapel              | Evenbaeg-Rue de la Forge                  | Sippenaken                  |                     |           |      |
| Sint-Christoffelkapel             | Vosheydt-Windt                            | Montzen-Gare                |                     |           |      |
| Mariakapel                        | Rue de la Chapelle-Rue d'Aix              | Eiksken                     |                     |           |      |